# Ōsaki (Kagoshima)
Ōsaki (jap. 大崎町 Ōsaki-chō) – miasto w Japonii, na wyspie Kiusiu, w prefekturze Kagoshima. Według danych na rok 2020 miejscowość zamieszkiwało 12 385 mieszkańców , a gęstość zaludnienia wyniosła 123 os./km².